# Charles de Goal
Pour l’article ayant un titre homophone, voir Charles de Gaulle (homonymie).
Charles de Goal est un groupe de punk rock français formé autour de Patrick Blain. Entre son premier disque en 1980 et son premier concert en 1985, Patrick Blain joue seul et entretient l'anonymat. Après une longue interruption, Charles De Goal est recréé en 2006 sous la forme d’un groupe.

## Biographie

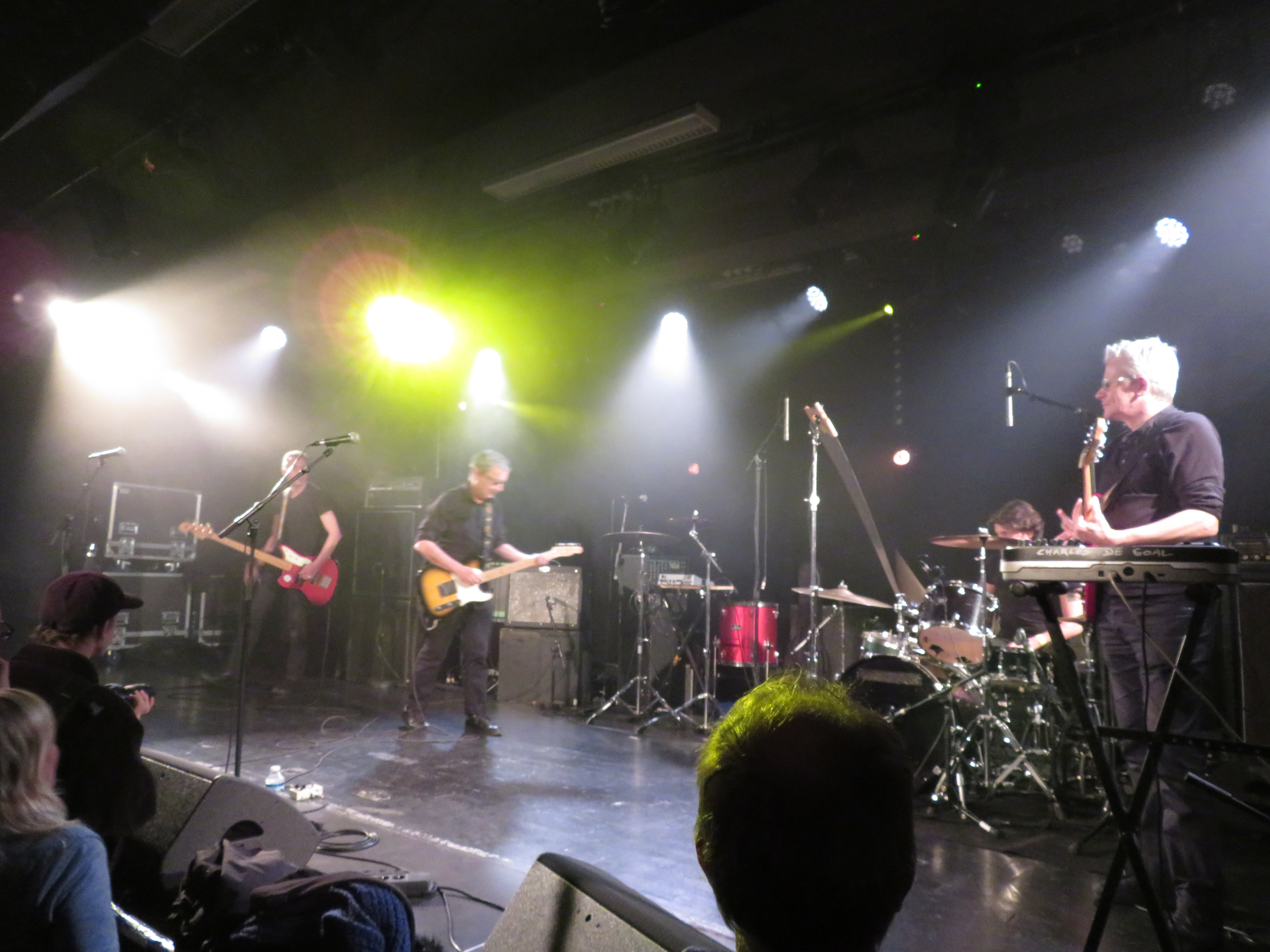
Charles de Goal en concert à Beauvais, le 10 février 2018.

Patrick Blain lance initialement Charles de Goal comme pseudonyme pour ses performances en solo. Son premier album, intitulé Algorythmes, est publié en 1980 au label français New Rose. Il est rétrospectivement considéré comme une référence du post-punk. Un deuxième album, intitulé Ici l'ombre, est publié en 1982, toujours chez New Rose. Après ces deux albums oscillant entre punk et cold wave, Charles de Goal teinte sa musique de pop. En 1985,  il monte finalement un groupe et donne son premier concert, mais n'est pas satisfait du résultat. Un dernier album paraît en 1986, intitulé Double face, suivi d'une compilation en 1989, intitulée Commémoration. Les nouveaux titres enregistrés jusqu'en 1992 ne voient le jour qu'en 2005 à titre de bonus sur la réédition CD d'Algorythmes.
Après la séparation de Charles de Goal en 1986, Blain continue dans la musique notamment au début des années 2000 avec un groupe de punk local appelé Monkey Test, au sein duquel il fait la connaissance de Jean-Philippe Brouant et Étienne Lebourg.
En 2006, le groupe se restructure. Ce sont les deux musiciens de Monkey Test (Brouant et Lebourg) qui jouent au sein de Charles de Goal, auxquels s'ajoute le guitariste/clavier AE (End of Data, Raendom) qui accompagnent Patrick Blain pour un concert unique de Charles de Goal, à la Flèche d'or le 9 mars. Mais le succès est tel que Charles de Goal reprend du service, et enchaîne alors de nombreux concerts en Europe. De nouveaux morceaux voient le jour, et le groupe sort un nouvel album Restructuration en 2008 sur son propre label, Self Control. Concernant la création de leur label, Blain explique que « vu l’état actuel du marché du disque, nous nous sommes dit que plutôt que d’abandonner la quasi-totalité du prix de vente du disque à un label ou un distributeur qui finalement n’en vendrait peut-être pas plus que nous-mêmes, il était plus sage de tenter l’aventure par nos propres moyens. »
En 2016, huit ans après son dernier album, le groupe publie Mobilisation et résistance au label Danger Records. Charles de Goal joue à la Maroquinerie en décembre 2017, accompagné de jeunes musiciens punk russes et français.

## Membres

### Membres actuels
- Patrick Blain - chant, guitare
- AE - synthétiseur, guitare, programmation
- Vinz Guilluy - basse
- Dimi Dero - batterie

### Anciens membres
- Étienne Lebourg - basse (jusqu'en 2014)
- Jean-Philippe Brouant - batterie (décédé en 2014)

## Discographie

### 45 tours
- 1981 : Radio on (7" Roadrunner Records)
- 1984 : Technicolor (7" New Rose)
- 1986 : (Retour au) Dancing (12" New Rose)
- 1986 : (Retour au) Dancing (7" New Rose)
- 2015 : Zigzag (7" Danger Records)

### Rééditions
- 1990 : Algorythmes/Ici l'Ombre (New Rose)
- 2005 : Algorythmes - Révolution (2CD Garage / Wagram) (réédition + inédits)
- 2007 : 3 (Infrastition) (réédition + inédits)

### Compilations
- 1989 : Commémoration (New Rose)
- 1997 : État général (Last Call)

### Autres
- 1982 : New Rose 82 (LP/K7 New Rose) : Kling Klang et Ambiance répétitive
- 1985 : 1966 Garage 1970 (LP et CD Garage) : Instant Karma (reprise de John Lennon)
- 1987 : Play New Rose for Me (Compilation double LP et CD (New Rose) : I Wanna Hit You (reprise de Stevie Moore)
- 1990 : Rock'n'Rose (compilation triple CD (New Rose) : Exposition (Edit)
- 2005 : Garage Sessions (sampler Garage Records) : Modem
- 2006 : Movement One Volume 1 (compilation post-punk/cold wave éditée chez Str8line Records) : Identité
- 2006 : 15 (Sampler Infrastition) : Technicolor
- 2007 : Radioactive Decay (compilation éditée par le label américain Mutant Transmission) : Exposition
- 2008 : PPP (Punk Post Punk 2008) (compilation libre Creative Commons) : Terrorist Bad Heart, titre inédit (reprise de Guilty Razors)
- 2008 : Poisoned Dead Frog (double compilation libre) : Procession (démo)
- 2008 : Des Jeunes Gens Mödernes LP & 2CD (compilation éditée par le label Born Bad (LP) et Naïve (CD) à l'occasion de l'exposition du même nom) : Exposition
- 2008 : Ox Compilation 78, Allemagne : Passion/Éternité
- 2008 : Goth Is What You Make It Vol. 7, Allemagne : Next Stop Disneyworld
- 2008 : Gothic File 5, Allemagne : Décadence
- 2009 : Transatlantic Crossing With Darla (sampler Infrastition) : Technicolor
- 2009 : A Man and a Machine 02 (compilation Le Son du Maquis) : Radio on
- 2010 : 30 Years With(out) Ian Curtis